# Crowder, Mississippi
Crowder är en ort i Quitman County i delstaten Mississippi, USA.